# ユアン・クレイグ
ユアン・クレイグ（Euan Craig、1964年5月22日 - ）は、オーストラリア出身の日本の陶芸家である。

## 略歴
1964年　オーストラリア、メルボルンに生まれる
1978年　14歳にて陶芸に出会い、この道に志す
1981年　ベンディゴT.A.F.E.カレッジに入学、アート＆デザイン専攻、同年卒業
1982年　ベンディゴ大学（現ラ・トローブ大学）に入学、陶芸学部専攻
1984年　カメル・キルンコンクールにてカメル・キルン賞を受賞
1985年　ベンディゴ大学を卒業、オーストラリア、スワンヒルに窯を設け、独立
1990年　日本に渡る
1991年　島岡達三師の門に入る
1994年　栃木県益子町に築窯
2000年　栃木県市貝町に転居、築窯
2011年　東日本大震災を機に、群馬県みなかみ町に転居
2012年　みなかみ町に窯を築き、現在に至る